# Frieden von Swischtow

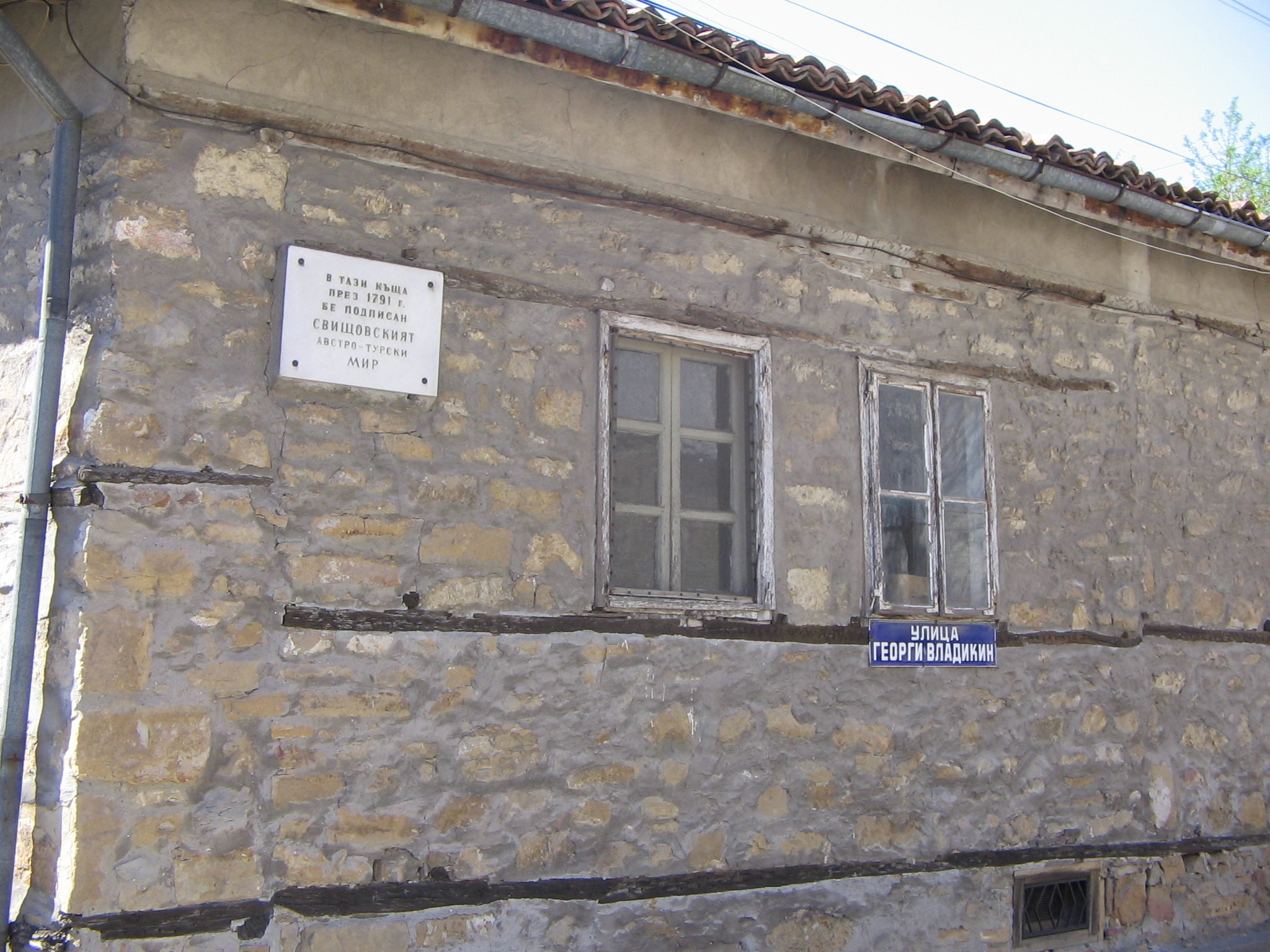
Haus mit der Gedenktafel, wo der Frieden von Swischtow unterzeichnet wurde

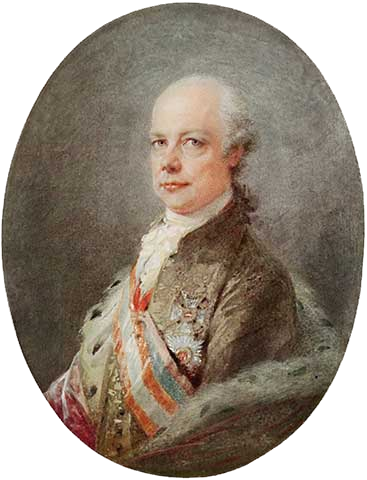
Leopold II.

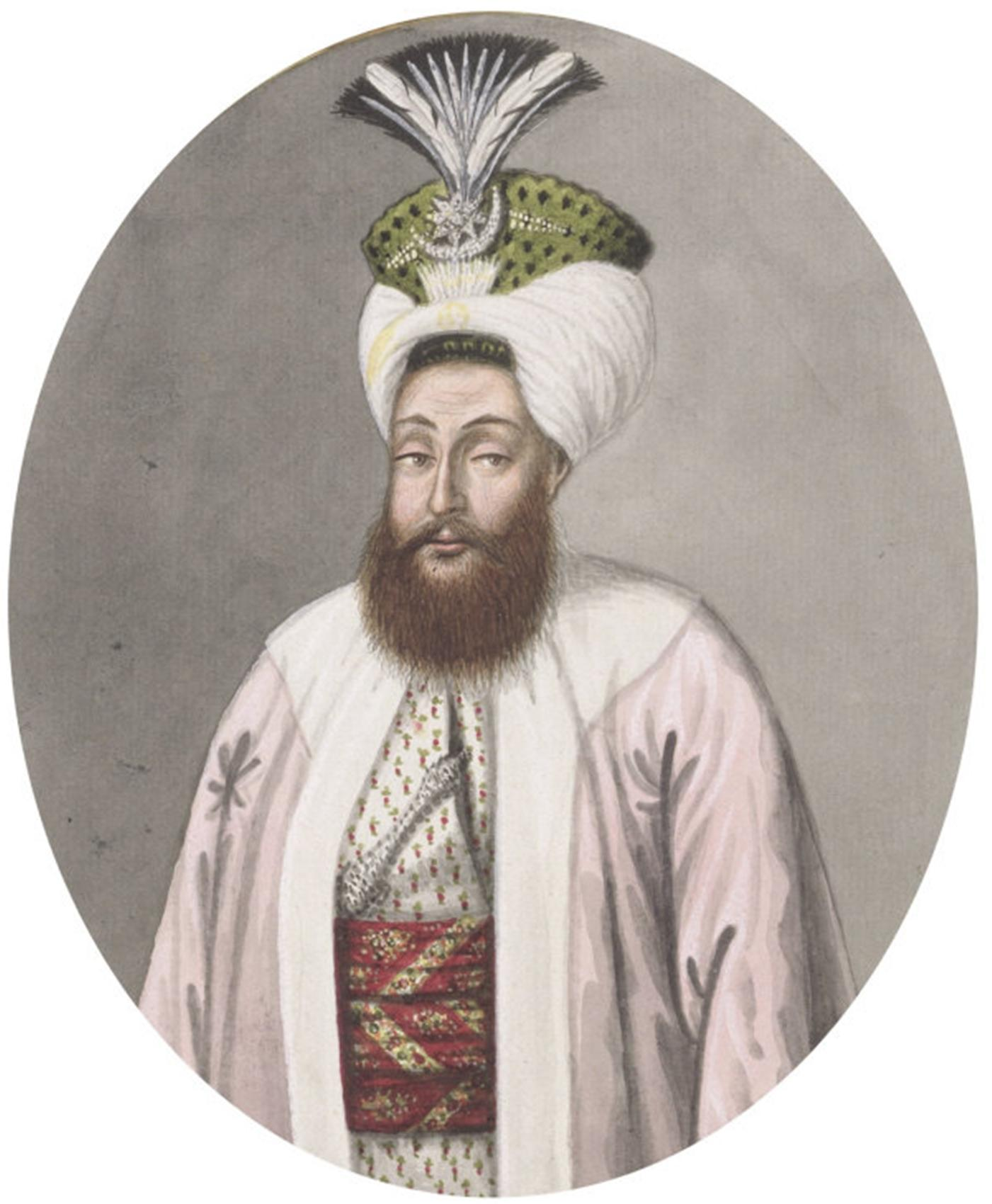
Selim III.

Der Frieden von Swischtow, veraltet und vor allem in Österreich als Frieden von Sistowa bekannt, war ein Friedensabkommen vom 4. August 1791, das den letzten der österreichischen Türkenkriege beendete.
Der habsburgische Kaiser Joseph II. beteiligte sich am Krieg der Zarin Katharina II. im Jahr 1787 gegen das Osmanische Reich, weil sich beide Geländegewinne zu Lasten der Hohen Pforte erhofften. Die Österreicher verwickelten die Osmanen in Serbien, in Galizien und in Siebenbürgen in Gefechte. Das türkische Heer drang in das Banat ein. Zwar konnte die Armee der Habsburger am 8. Oktober 1789 Belgrad einnehmen und am 26. Juni 1790 auch einen Sieg bei Calafat über die Osmanen verbuchen, doch änderte sich in dieser Zeit durch die Französische Revolution die politische Großwetterlage.
Kaiser Josef II. starb 1790. Sein Bruder Leopold II. folgte ihm auf dem Thron des Reiches, als König von Ungarn, Kroatien und Böhmen nach. Durch die Konvention von Reichenbach vom 27. Juli 1790 zwischen Preußen und Österreich wurde eine Auseinandersetzung zwischen beiden Staaten vermieden. Leopold II. verpflichtete sich darin ferner, mit dem Osmanischen Reich einen Waffenstillstand und Frieden auf der Basis des Status quo zu schließen. Der Waffenstillstand mit den Osmanen wurde am 17. September 1790 in Giurgiu unterzeichnet.
Die Friedensverhandlungen fanden in der damals osmanischen Donaustadt Sistowa, dem heutigen bulgarischen Swischtow statt. Österreich war durch Peter Philipp Herbert Freiherr von Rathkeal und Graf Nikolaus Esterházy de Galantha vertreten. Die Hohe Pforte entsandte Abdullah Birri Efendi. Als Vermittler wirkten Großbritannien, die Generalstaaten und Preußen. Die endgültige Friedensvereinbarung zwischen Kaiser Leopold II. und Sultan Selim III. brachte dem Habsburger Reich lediglich die Eingliederung von Alt-Orșova nach Ungarn, sowie eine Grenzbegradigung an der Unna, der heutigen Una, einem Fluss, der auch heute noch die Grenze zwischen Kroatien und Bosnien bildet. Ansonsten wurde die gemeinsame Grenze beider Reiche nach dem Stand von 1788 festgeschrieben. Österreich hielt sich in den folgenden Jahrzehnten aus weiteren Türkenkriegen heraus und partizipierte nicht an der russischen Südexpansion des 19. Jahrhunderts.